# Fear and Desire
Pour plus de détails, voir Fiche technique et Distribution.
Fear and Desire est le premier long métrage de Stanley Kubrick, en noir et blanc, sorti en 1953. L'action se déroule en période de guerre et se focalise sur un groupe de soldats, thème cher à Kubrick, que l'on retrouve par la suite de manière centrale dans Les Sentiers de la gloire (1957) et Full Metal Jacket (1987).
Ayant connu une diffusion limitée auprès du grand public à sa sortie, le film est ensuite resté longtemps introuvable en l'absence d'exploitation commerciale (aucune édition en cassette ou DVD), elle-même due à la destruction de la quasi-totalité des copies connues du film par le réalisateur.
Une restauration du film a néanmoins été entreprise en 2011 à partir de l'une des rares copies conservées de la pellicule et a abouti à la première sortie du film pour le grand public en édition DVD et Blu-ray en octobre 2012 aux États-Unis. Le film a fait son retour en France le 14 novembre 2012 avec une sortie de la version restaurée en salle.
Ce film marque par ailleurs les premiers pas de Paul Mazursky dans le cinéma, plus connu ensuite comme réalisateur.

## Synopsis
Le film se déroule lors d'une guerre imaginaire entre deux nations non identifiées. Le cadre de l'action est défini en introduction par un narrateur en voix off qui explique : « Il y a une guerre dans cette forêt. Pas une guerre qui a eu lieu, ni une guerre qui aura lieu, seulement une guerre. Et les ennemis qui luttent ici n'existent que si nous leur donnons un caractère humain. Cette forêt, et tout ce qui s'y passe maintenant, est donc en dehors de l'Histoire. [...] Ces soldats que vous voyez parlent notre langue et sont de notre temps mais n'ont pas d'autre patrie que l'esprit. ».
Un avion transportant quatre soldats (le lieutenant Corby, Mac, Sidney et Fletcher) s'est écrasé en forêt à une dizaine de kilomètres derrière les lignes de l'armée ennemie. Les quatre hommes rescapés cherchent donc à rejoindre leurs lignes depuis ce territoire hostile sans se faire tuer. Ils parviennent à atteindre une rivière et construisent un radeau pour se laisser porter par le courant qui devrait les ramener en territoire allié. Mac signale au lieutenant la présence d'un terrain d'aviation de l'autre côté de la rivière; avec des jumelles, ils y aperçoivent un général ennemi avec quelques hommes. Alors que les quatre soldats attendent la nuit pour mettre discrètement le radeau à flot, une jeune femme revenant de la pêche tombe nez-à-nez avec eux. Tout dialogue est impossible, les militaires et la jeune femme ne parlant pas la même langue. Craignant que leur position soit révélée à l'armée ennemie par la jeune femme, le lieutenant décide de l'attacher à un arbre et de la faire surveiller par Sidney, tandis que les trois autres soldats repartent inspecter les environs. Sidney se révèle avoir l'esprit dérangé à cause des violences de la guerre et de son désir pour la prisonnière. Il détache la captive, espérant qu'elle le prenne dans ses bras, mais elle profite de l'occasion pour tenter de s'enfuir : Sidney panique et l'abat. Alerté par les coups de feu, Mac trouve Sidney dans un état de folie avancé : ce dernier disparait soudainement dans la forêt dans un grand éclat de rire.
Mac convainc Corby qu'un avion ennemi en état de marche sur la piste pourrait être utilisé pour s'enfuir de manière plus sûre qu'avec le radeau : à la nuit tombée, il fera diversion depuis le radeau, pendant que ses compagnons abattront le général et s'empareront de l'avion. Corby accepte bien que l'opération soit risquée et que Mac ait peu de chances de s'en sortir. Le plan est mis à exécution : Corby et Fletcher attaquent le baraquement du général, en conversation avec un capitaine. Fletcher les abat. Corby et Fletcher se rendent compte qu'ils se font face à eux-mêmes : le général et le capitaine sont interprétés par les mêmes acteurs.
Mac, gravement touché par les tirs ennemis, dérive sur son radeau, pendant que Corby et Fletcher s'emparent de l'avion ennemi et s'envolent. Mac, mourant, voit une silhouette qui l'attend dans la rivière. C'est Sidney, délirant, qui rejoint le radeau de son camarade pour y monter et se laisser porter par le courant. Arrivés en sûreté au camp allié, Corby et Fletcher retournent au bord de la rivière et voient le radeau à la dérive, transportant un mort et un fou...

## Fiche technique
- Titre : Fear and Desire
- Réalisation, chef opérateur, montage et production : Stanley Kubrick
- Scénario : Howard Sackler
- Musique : Gerald Fried
- Distribution : Joseph Burstyn
- Budget : 60 000 $
- Pays d'origine :  États-Unis
- Format : noir et blanc
- Langue : anglais
- Genre : film de guerre
- Durée : 62 minutes
- Sortie : 1953

## Distribution
- Frank Silvera : le sergent Mac
- Paul Mazursky : Sidney, le bleu
- Kenneth Harp : le lieutenant Corby / le général ennemi
- Stephen Coit : Fletcher / le capitaine ennemi
- Virginia Leith : la jeune femme
- David Allen : le narrateur

## Réalisation
Après avoir réalisé en 1951 les courts métrages Day of the Fight et Flying Padre, Kubrick estimait avoir acquis suffisamment d'expérience pour commencer la réalisation d'un premier long métrage. Le scénario du film fut écrit par Howard O. Sackler, un ancien camarade de classe que Kubrick avait rencontré à la William Howard Taft High School de New York, et qu'il estimait beaucoup.
Kubrick disposait d'un budget très faible pour son film. Des amis et des parents lui avancèrent 1 000 $ dans un premier temps, puis son oncle Martin Perveler lui donna un supplément de 9 000 $ pour réaliser le film.
Avec ce budget, Kubrick réunit une équipe de quatorze personnes dont les cinq acteurs, et débuta le tournage non loin de Los Angeles à San Gabriel. Le tournage dura cinq semaines. Pour réduire les frais d'équipement technique, Kubrick décida de tourner le film sans bande sonore, et de réaliser ensuite un doublage en studio. Ce choix fut perdant, car l'ajout du doublage, de la musique et des effets sonores lui coûta 50 000 $, une somme bien plus élevée que le budget initial. L'aide financière nécessaire pour ce coût supplémentaire fut avancée par Richard de Rochemont, un producteur qui avait été intéressé par les premières réalisations de Kubrick. L'ensemble du montage fut réalisé par Kubrick.
Au cours du projet, le film changea plusieurs fois de nom. À l'origine, le film devait s'intituler « The Trap », qui devint « The Shape of Fear » avant de prendre sa forme définitive : « Fear and Desire ».

## Accueil critique
Mis à part l'acteur d'origine jamaïcaine Frank Silvera, qui retrouvera Kubrick dans Le Baiser du tueur (1955), aucun des autres comédiens n'a vraiment d'expérience devant la caméra.
Le film est distribué par la société de Joseph Burstyn, spécialisée dans la promotion de films indépendants et étrangers sur le sol américain, et capable de remplir une salle avec un film d'art et d'essai. Une affiche promotionnelle de ce film cible visiblement un public masculin, susceptible de réagir à un supposé parfum de scandale. Du fait de sa courte durée, il est présenté avec un autre film en double programme, The Male Brute... qui n'est autre que L'Enjôleuse de Luis Bunuel (cf. sexploitation).
Les critiques sont généralement partagées vis-à-vis de la mise en scène elle-même, mais le New York Times salue le talent de photographe de Kubrick, révélé par les cadrages atypiques du film. La scène du meurtre de la jeune fille est jugée digne d'« entrer dans les annales du cinéma » par Mark Van Doren, de l'université Columbia.

## Disparition puis restauration
Dans un premier temps, Kubrick tente de faire disparaître son premier long métrage, le considérant comme une œuvre d'« amateur ». Il se serait évertué à racheter la plupart des copies en circulation pour les détruire, cependant que la plupart des autres copies encore existantes devenaient inexploitables du fait de l'usure de la pellicule. Il restait toutefois en 2012 deux copies en bon état du film, l'une détenue par la George Eastman House à Rochester (État de New York) l'autre par la Cinémathèque de Los Angeles.
Seules des copies pirates de mauvaise qualité étaient alors disponibles en DVD et sur le net, mais une édition officielle en DVD est sortie en octobre 2012 aux États-Unis.
La bibliothèque du Congrès en met à la disposition des lecteurs une version restaurée.